# 交響曲第2番 (ルーセル)
交響曲第2番 変ロ長調 作品23, L. 26 は、アルベール・ルーセルが1919年から1921年にかけて作曲した交響曲。

## 概要
前作『第1番 ニ短調』（作品7, L. 8）から15年ぶりに作曲されたが、構想は1916年から練られており、第1楽章は1919年にブラン岬で作曲し、残りの楽章は健康上の問題で中断しながらも1920年に完成させた。1921年にはオーケストレーションに着手した。
初演は1922年3月4日に、曲を献呈されたルネ＝バトンの指揮でパドルー管弦楽団により行われた。しかし、初演時の評価は賛否両論であり、結果的には失敗に終わったが、一方で指揮者のセルゲイ・クーセヴィツキーは本作に賛辞を送っており、次に作曲された管弦楽曲『管弦楽組曲 ヘ長調』（作品33, L. 39）はクーセヴィツキーに献呈されている。

## 楽器編成
ピッコロ、フルート3、オーボエ2、イングリッシュホルン、クラリネット2、バスクラリネット、ファゴット3、コントラファゴット、ホルン4、トランペット4、トロンボーン3、チューバ、ティンパニ、トライアングル、タンブリン、シンバル、大太鼓、チェレスタ、ハープ2、弦五部。

## 曲の構成
全3楽章、演奏時間は約40分。
- 第1楽章 ラン（ゆるやかに）
変ロ長調、4分の3拍子。
- 第2楽章 モデレ（中庸の速さで）
8分の6拍子。
- 第3楽章 トレ・ラン（とてもゆっくり）
4分の4拍子 - 4分の3拍子。